# Freiherr-vom-Stein-Allee 4 (Weimar)

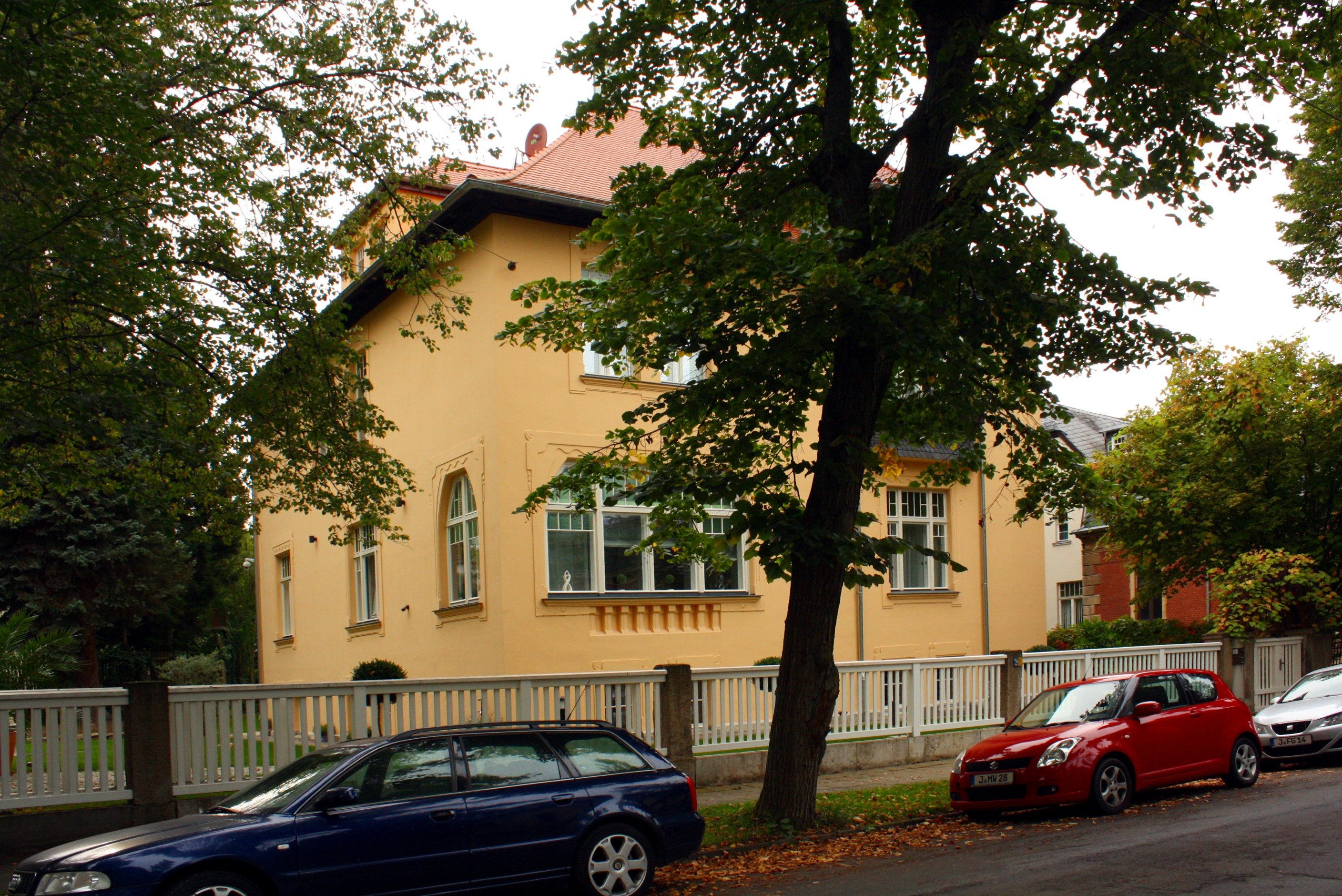
Freiherr-vom-Stein-Allee 4

Das Haus Freiherr-vom-Stein-Allee 4 ist eine denkmalgeschützte Villa des Jugendstils.

## Geschichte
Die Villa entstand 1902/03 nach dem Entwurf von Rudolf Zapfe. Das zweigeschossige Gebäude ist vollständig unterkellert und hat einen nahezu quadratischen Grundriss und ein ziegelgedecktes Walmdach. An der Straßenseite fällt das Zwerchhaus mit eigenem Dach auf, die förmlich wie ein Türmchen aus dem Dach herauszutreten scheint. Mit ihm ist in der nördlichen Achse ein darunterliegender Erker verbunden. Die Fenster variieren in Teilung und Größe. Putzornamente wurden eher sparsam angewandt. Der Eingang ist seitlich. Die Innenausstattung, wo ebenfalls Elemente des Jugendstils zu finden sind, insbesondere am Treppengeländer, ist erhalten.
Auftraggeber des Baues war die Weimarische Villenbau- und Terraingesellschaft.
In diesem Gebäude befand sich die Redaktion der Zeitschrift Der Türmer, wie auf der Fußzeile zu lesen ist. Ihr Herausgeber war der Schriftsteller Friedrich Lienhard (1865–1929), der von 1917 bis ein Jahr vor seinem Tode auch darin wohnte. Er zog im Mai 1928 nach Eisenach um. Er starb 1929 in Eisenach.